# 대낭아
대낭아(大郎雅, ?~?)는 발해의 왕족이다.

## 생애
730년, 당나라에 하정사로 파견되어 숙위를 지냈으며, 732년에 발해가 당의 등주를 공격하자 영남(嶺南)으로 유배되었다가 이후 풀려나 다시 발해로 귀국했다.